# Rennstieg

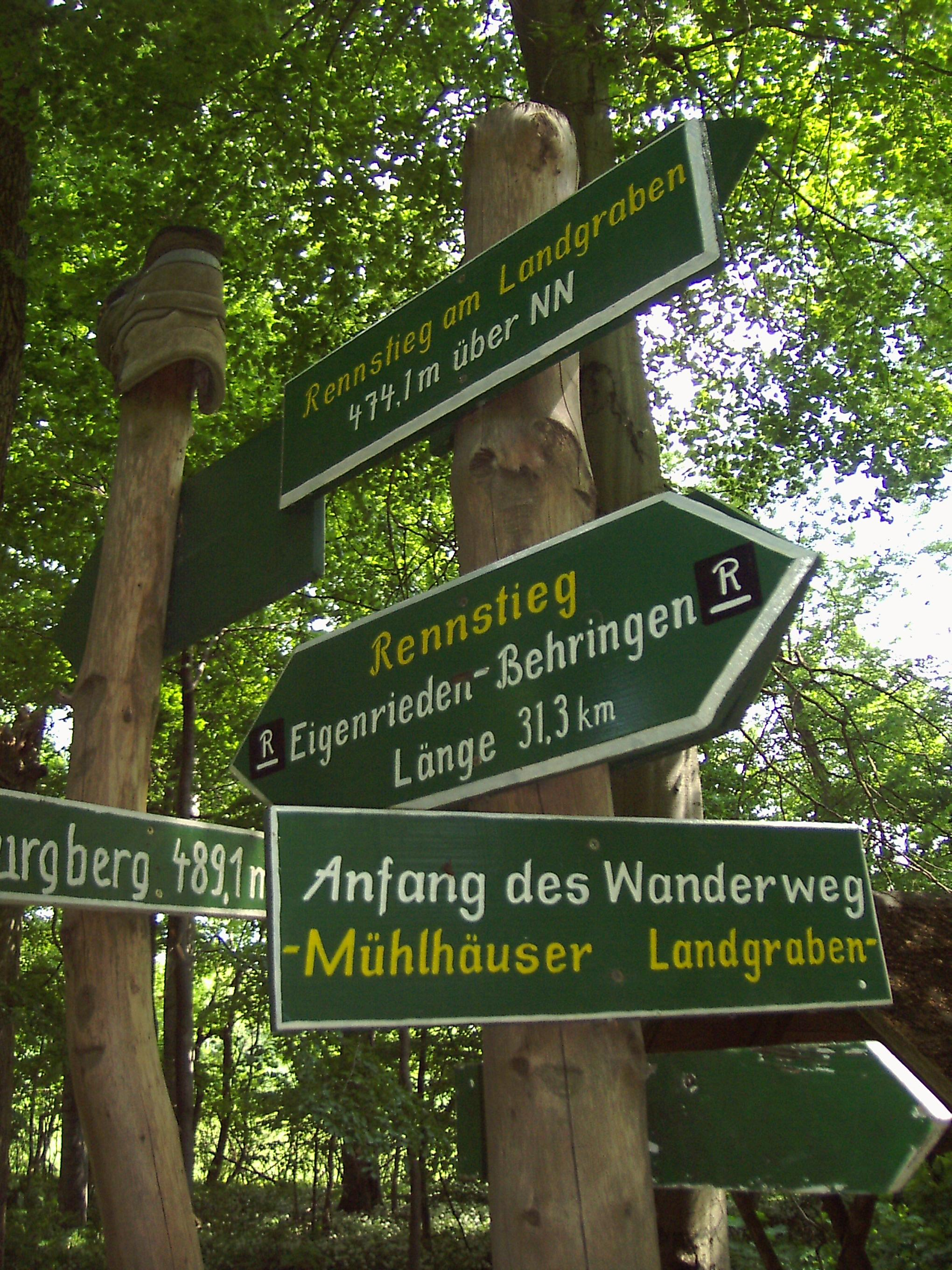
Rennstieg-Wegweiser bei Eigenrieden

Der Rennstieg ist ein alter, erstmals 1448 erwähnter, Lauf- und Botenweg, der zwischen Eigenrieden und Behringen von Norden nach Süden über den Kamm des Hainich verläuft. Er dient heute traditionellen, als Hainichrunst bekannten Wanderungen und ist als geschotterte Forststraße ausgebaut. Der Rennstieg kann wegen Namensähnlichkeit mit dem Rennsteig im Thüringer Wald verwechselt werden.

## Geschichte
Der Weg ist 31,3 km lang und seit 1924 mit einem weißen R auf weißem Strich gekennzeichnet. Seine ehemalige Funktion als Botenweg hat er verloren.
Die Traditionen werden seit 1883 von den verschiedenen Wandervereinen im Umfeld des Hainich, z. B. dem Mühlhäuser Waldverein, gepflegt.
Von 1964 bis 1990 war der Rennstieg durch die Truppenübungsplätze Weberstedt und Kindel unterbrochen und nicht in voller Länge begehbar.
Seit der Gründung des Nationalparks Hainich am 31. Dezember 1997 liegen 9 Kilometer des Rennstiegs auf dessen Gebiet.

## Besonderheiten

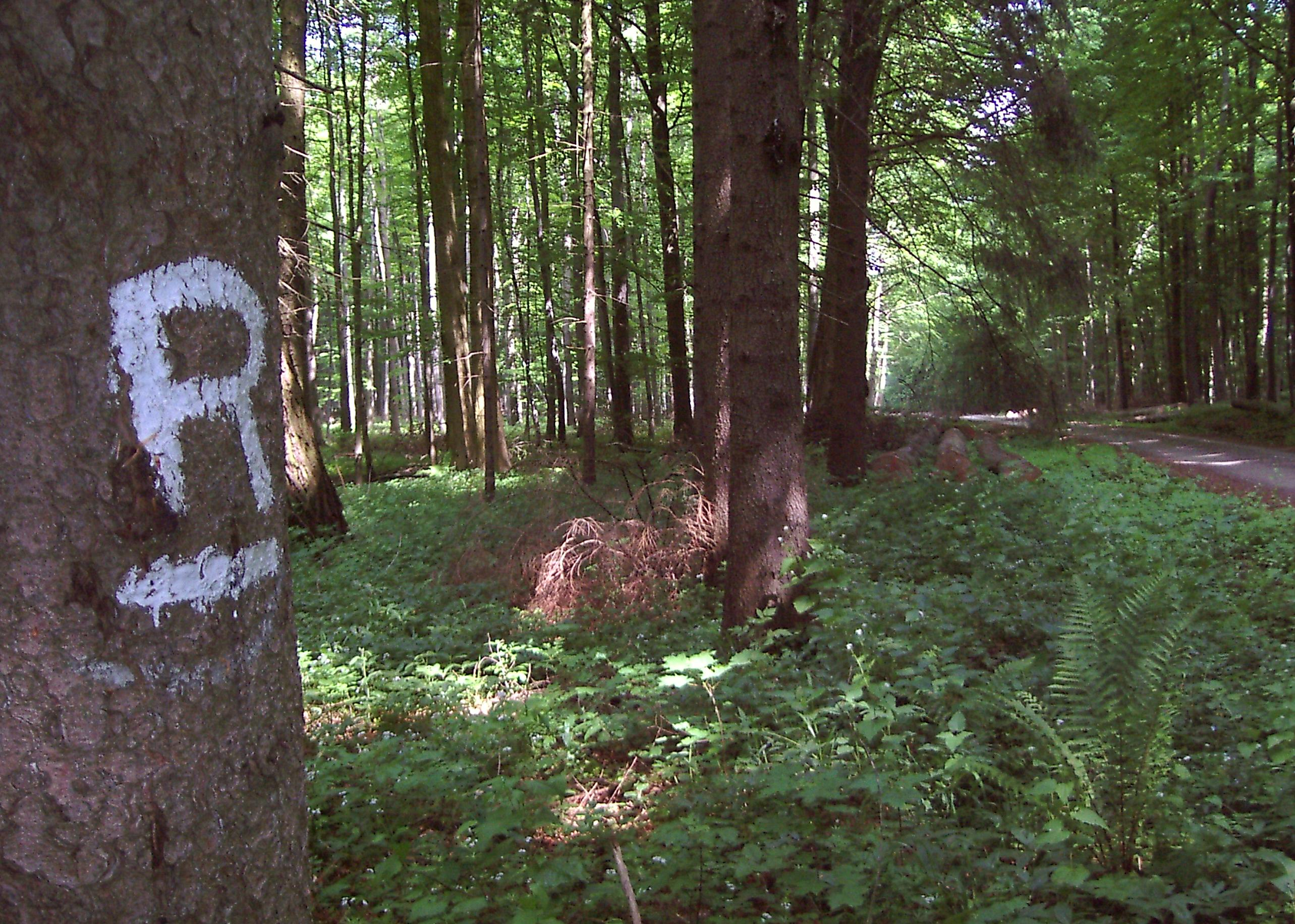
Wegmarkierung des Rennstiegs: Ein großes R mit weißem Unterstrich

Der Rennstieg ist ein Kamm- und Höhenweg, der fast auf der gesamten Länge durch naturnahe Buchen-Plenterwälder verläuft. In Folge streift er dabei die aus Altersklassenwäldern hervorgegangenen strukturreichen Buchenwälder des Mühlhäuser Stadtwaldes, die Plenterwälder der Laubgenossenschaften Oberdorla, Niederdorla, Langula, Großengottern und Kammerforst sowie den seit 1997 bestehenden Nationalpark Hainich, dessen Grenze er kurz hinter der Antoniusherberge überschreitet.
Dessen in weiten Teilen urwaldartige Wälder sind ebenfalls überwiegend aus ehemaligen Buchen-Plenterwäldern hervorgegangen. Hinter der südöstlichen Nationalparkgrenze am Craulaer Kreuz durchläuft der Rennstieg erneut Buchen-Plenterwälder, und zwar von Craula, Österbehringen und Behringen. Nur wenige Teilstrecken am Craulaer Kreuz und hinter dem Behringer Holz verlaufen im Offenland. Von dort ergeben sich Fernblickbeziehungen zu den Fahner Höhen einerseits und zum Thüringer Wald mit der Wartburg im Vordergrund andererseits.

## Sehenswürdigkeiten
Von Nord nach Süd:

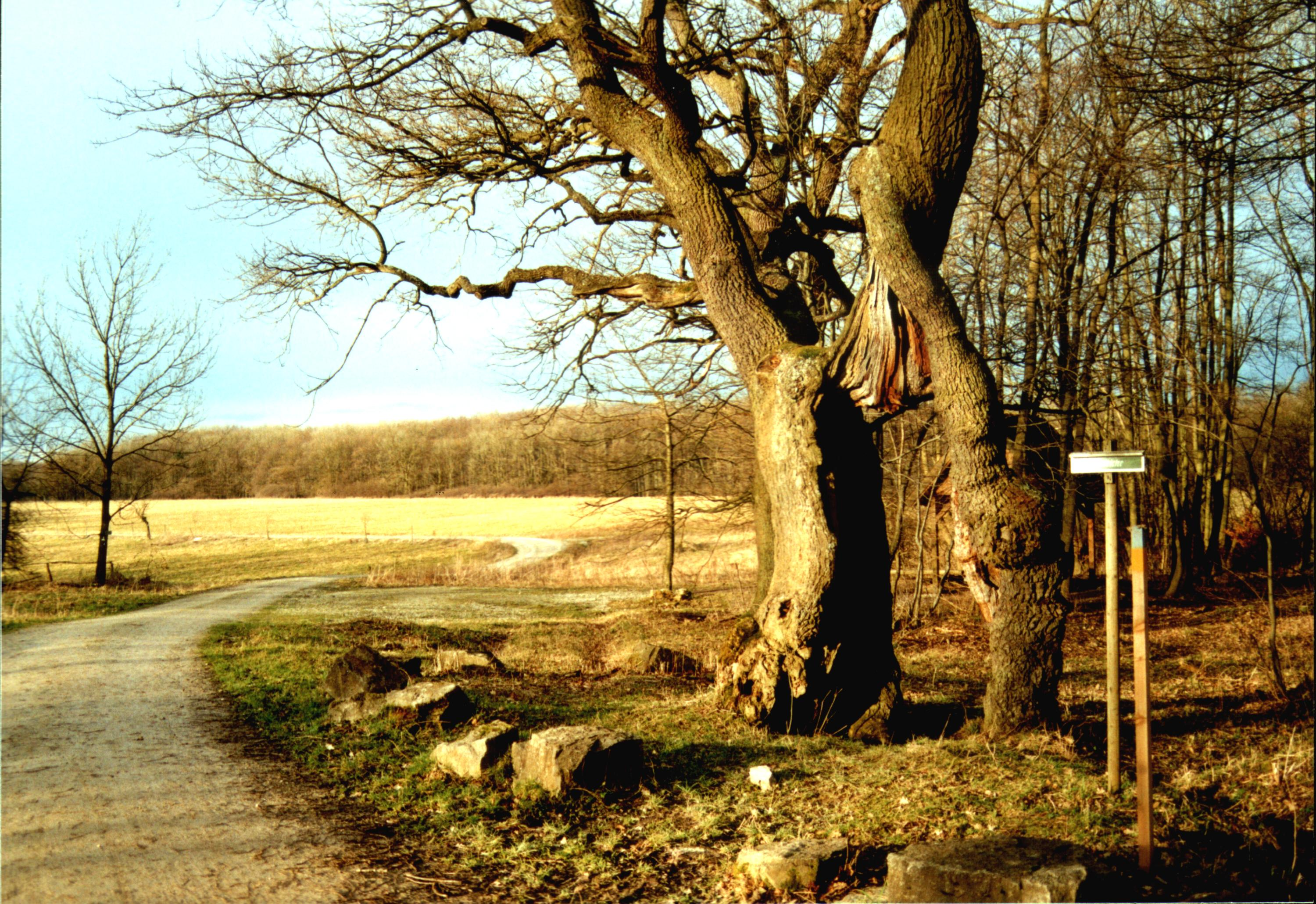
Der Rennstieg am Ihlefeld mit der Betteleiche

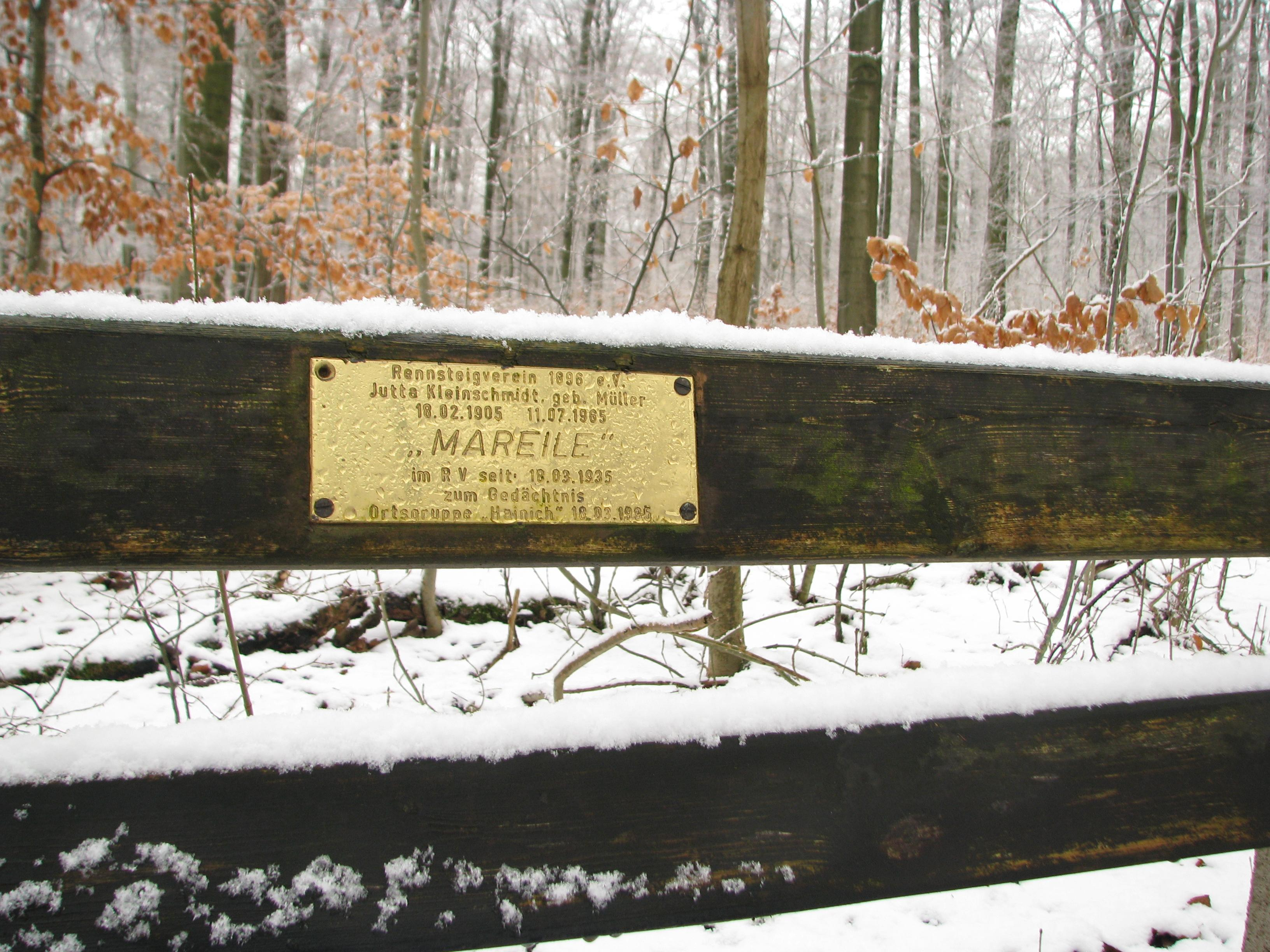
„Mareilebank“ am Rennstieg, Jutta Kleinschmidt zu Ehren

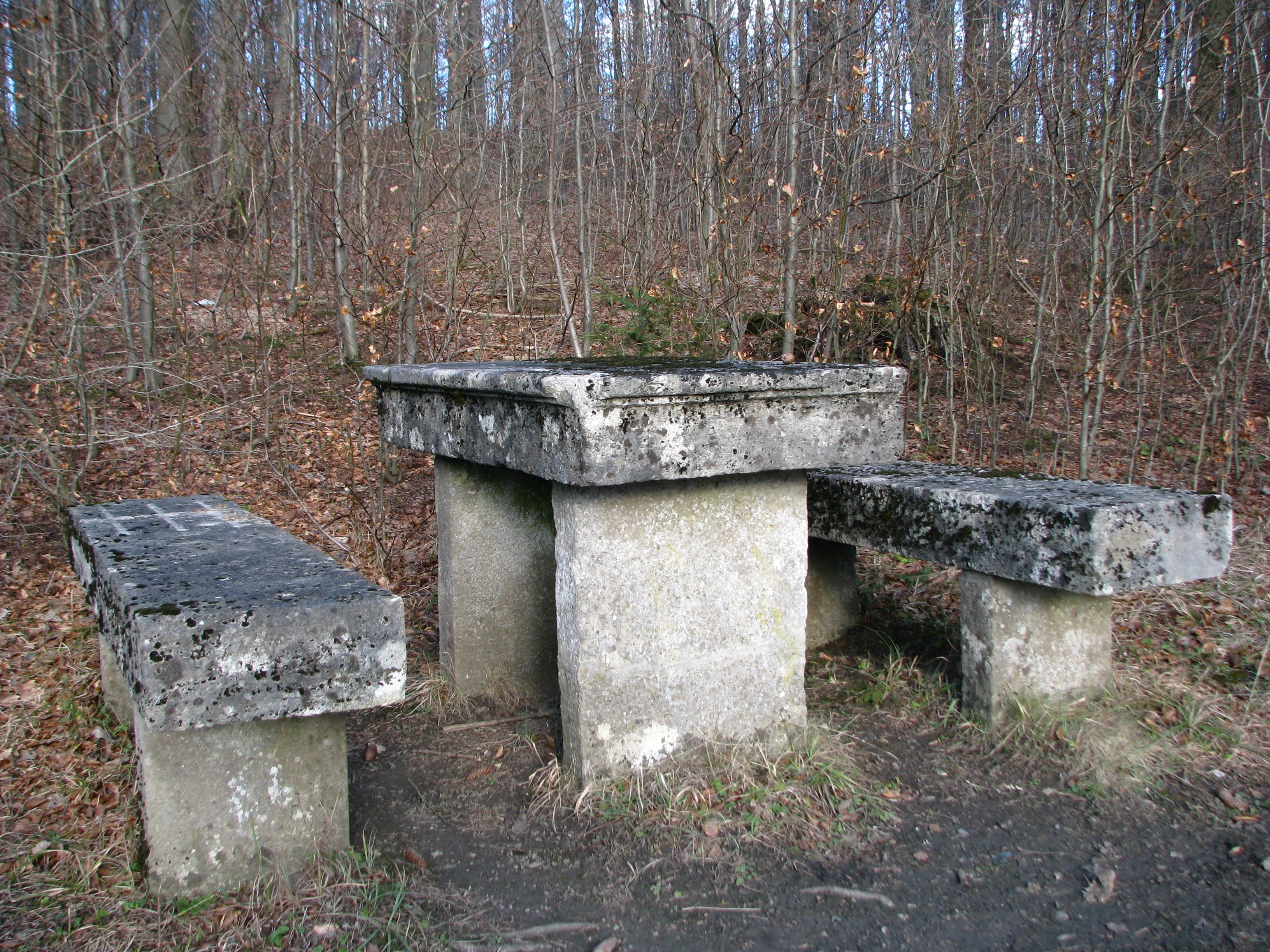
Steinerner Tisch am Rennstieg

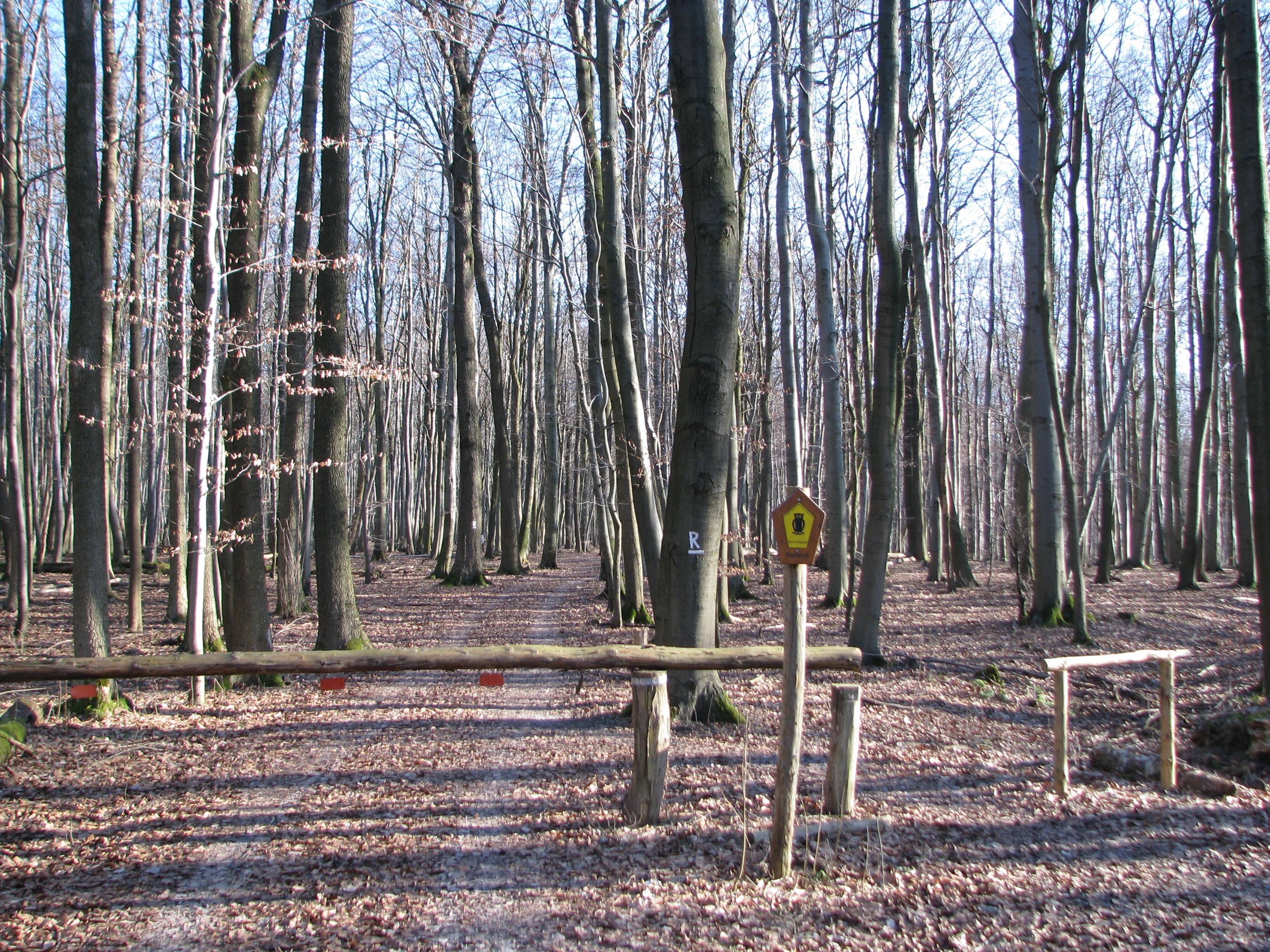
Der Rennstieg am Eingang zum Nationalpark Hainich

- Eigenrieder Warte ⊙ und der Mühlhäuser Landgraben mit seinen Befestigungsanlagen, alten Wachtürmen und zahlreichen historischen Grenzsteinen als historische Grenzbefestigung der Reichsstadt Mühlhausen.[3]
- Der Heldrasteinblick oberhalb von Heyerode liegt unweit westlich des Rennstieg, der dort am Waldrand entlangführt. Von dort ist bei guten Sichtverhältnissen der Heldrastein (503 m NN), ein Symbol des Werratals zu sehen.
- das Grenzhaus Heyerode ⊙, eine Zollstelle mit Torgebäude am sogenannten Genick, einer Befestigungsanlage zwischen dem damaligen Hessen und der Landgrafschaft Thüringen. Später wurde es zum (Grenz-)Forsthaus umgebaut. Der heutige Bau stammt von 1650. Das Gebäude mit Tordurchfahrt über der Straße ist ein Wahrzeichen des Hainich und Künstlerwohnsitz. In der Nähe die ehemalige Bahnhofanlage von 1911, heute eine Ausflugsgaststätte.[4]
- Forstort Ritzhäuser Ladestelle ⊙: Dort wurde früher lange Zeit das Holz gesammelt und für den Abtransport vorbereitet. Unweit westlich befindet sich auf dem Sporn des Sommersteins eine alte Fliehburg. Reste der Graben- und Wallanlage sind noch vorhanden. Unterhalb des Sommersteins befindet sich einer der wenigen Felsabbrüche des Hainich.
- Forstort Mareile-Bank. Drei Bänke vom 18. März 1995 erinnern an die legendäre Vogteier Rennsteigwanderin Jutta Kleinschmidt geb. Müller (1905–1965), genannt Mareile. Sie organisierte erstmals 1937 eine Wanderung auf dem Rennstieg von Eigenrieden nach Behringen.
- Forstort Struppeiche ⊙ – am Kreuzungspunkt mit der Straße von Langula nach Nazza. Der als Struppeiche bekannte Baumriese wurde wegen Altersschwäche und Gefahr für den Straßenverkehr gefällt.[5]
- Zwillingsbuche ⊙: Eine zweistämmige, alte Rotbuche am Abzweig nach Nazza (Weg durch den Lotzengrund), deren Stämme sich schraubenartig empor winden.
- Forstort Metas Ruh ⊙, ein bekannter Rastplatz am Rennstieg.
- Dreiherrensteine ⊙: Alte, in der Grundform dreieckige Grenzsteine an den Eckpunkten dreier ehemaliger Ämter oder Adelsgerichte beziehungsweise Eckpunkt dreier Landesgrenzen. Am Rennstieg oder in dessen Nähe sind häufig Grenzsteine zwischen dem Königreich Preußen (KP) und den Herzogtümern Sachsen-Coburg und Gotha (HSG) und Sachsen-Weimar-Eisenach (SWE) als Dreiherrensteine vermarkt.
- Forstort Steinerner Tisch ⊙: Seit 1838 bestehender Rastplatz für Wanderer mit einem steinernen Tisch und zwei steinernen Sitzbänken. Der Rastplatz wurde am 18. Mai 1838 von Friedrich Wilhelm Carl von Seebach errichtet. Noch 1894 soll von dort die Vorderrhön zu sehen gewesen sein.[6] Im und am Hainichwald befinden sich ungefähr ein Dutzend Gerichtsorte mit einem steinernen Tisch (jeweils ein Ort je Anliegergemeinde). Dort wurde bis zum 19. Jahrhundert über Verstöße am Nutzungsrecht der Waldgenossenschaften geurteilt.
- Die Antoniusherberge war eine mittelalterliche Herberge und Siechenhaus am Kamm des Rennstiegs, sie gelangte später als Unterschlupf für Räuberbanden zu zweifelhaftem Ruhm und wurde 1568 von den Bewohnern der Umlandgemeinden zerstört.[7]
- Das Ihlefeld ⊙ mit Betteleiche ⊙: Waldwiese an der Kreuzung des Rennstiegs mit der Hohen Straße (eigentlich Hal- oder Salzstraße),[8] einem alten Handelsweg über den Hainich. An der Kreuzung steht die etwa 800 Jahre[9] alte Betteleiche, heute das bekannteste Symbol des Hainich mit einem mannshoch klaffenden Durchschlupf.
- Das Ihlefelder Kreuz ⊙: ist ein 190 cm hohes Steinkreuz aus Muschelkalk mit Einritzungen einer Bärenjagdszene: ein Mann mit Bärenjagdspieß und rechts daneben ein Bär in Angriffsstellung mit erhobenen Pranken. Das Kreuz wird auf die erste Hälfte des 15. Jahrhunderts datiert und ist damit das älteste Flurdenkmal im Hainich.
- Der Wegweiser Eiserne Hand – hier als Kopie –  ist ein geschmiedeter Wegweiser in Form einer Hand, deren fünf Finger in die verschiedenen Wegrichtungen zeigen. Das Original befindet sich jetzt am Zugang zum Nationalparkhaus in Weberstedt.
- Der Hellmundstein ⊙ ist ein 105 cm hoher Gedenkstein mit Kreuz und der Inschrift „J.G. Helmund“. Der Stein erinnert an den tödlichen Unfall des Wagners Johann Gottfried Hellmund aus Tüngeda im Jahre 1798. Er geriet beim Abladen von Holz zwischen die Stämme.
- Das Craulaer Kreuz ⊙ ist ein beschädigtes, nur noch einarmiges Steinkreuz aus Muschelkalk am Hainichrand westlich von Craula. Es entstand Ende des 16. Jahrhunderts (Einritzung 157.) und wurde 1928 vom Österbehringer Schuhmacher Adolf Giese wiedergefunden. Während der DDR-Zeit ging das Kreuz erneut verloren und wurde inzwischen durch eine Nachbildung ersetzt.
- Die Turnerbank  ist seit der Jahrhundertwende ein markanter Rastplatz. Hier trafen sich die Sportbegeisterten der Umlandgemeinden, um eine Pause einzulegen.
- Der Alte Berg ist  mit (493,9 m ü. NN) die höchste Erhebung im Hainich. Von dort ergibt sich ein Ausblick in die jungen Vorwaldbereiche auf dem ehemals gehölzfrei gehaltenen Truppenübungsplatz Kindel.
- Bunte Linde ⊙: Alte Linde am Weg mit Spechtlöchern in der Borke.
- Das Baumeisterkreuz ⊙ ist ein weiteres sagenumwobenes Steinkreuz[10]. Zu diesem Kreuz gibt es die Sage vom Baumeister des Großenbehringer Schlosses, der dort nach getaner Arbeit von einem Maurergesellen erschlagen worden sein soll. Am Weg wurde zur Erinnerung an diese Mordtat ein Kreuz aufgestellt, das  vormals in der Flur zwischen Behringen und Haina stand. Es erhielt den Namen Baumeisterkreuz.
- Auch vom Rennstieg ist ein Ausblick zur Wartburg[11] möglich.
- Am Schloss Behringen endet der Rennstieg. Das Schloss ist eine bedeutende Anlage aus der Zeit Renaissance und gehörte den Herren von Wangenheim. Im Nahbereich des Schlosses befinden sich der Dorfanger, die Kirche und der Schlosspark mit Skulpturen und seltenen Gehölzen, darunter mit einer alten Weymouthkiefer eines der Wahrzeichen des Ortes.

## Sonstiges
Im Südteil verläuft auf einer Teilstrecke parallel zum Rennstieg die als Pilgerweg zwischen Kloster Volkenroda und Kloster Waldsassen angelegte Via Porta.

## Filmberichte
Der Rennstieg wurde als Wanderstrecke im MDR, Reihe Rucksack vorgestellt.